# Mary Haʻaheo Atcherley
Mary Ha'aheo Atcherley (née Mary Ha'aheo Kinimaka, 24 avril 1874 –  8 mars 1933) est une militante hawaïenne. Elle est l'une des premières Hawaïennes à se présenter à une élection sur le territoire d'Hawaï.

## Jeunesse
Mary Ha'aheo Kinimaka est née sur King Street à Honolulu en 1874 de David Leleo Kinimaka (en), un noble hawaïen, et de Hannah Keolaokalaau (également connue sous le nom de Hanakeola, ou Hana Keola Allen-Kinimaka, 1854-1893),.
Elle fréquente le séminaire pour filles de Kawaiaha'o entre 1879 et 1881 ou 1882. À l'âge de six ans, elle devient l'enfant hānai du roi Kalākaua. Elle vit dans la maison royale jusqu'à l'âge de seize ans et termine ses études au prieuré de Saint-André. Après la mort du roi, Kinimaka vit avec sa mère, car son père est décédé en 1884.
En 1893, elle rencontre le médecin de sa mère, le Dr John Atcherley (1865–1940), un Anglais de Liverpool venu dans les îles pour gérer le cabinet médical de son beau-frère. Mary Kinimaka épouse John Atcherley en 1894 à Kawaiae, Hawaï,. Le couple a quatre fils, dont l'un ne survit pas jusqu'à l'âge adulte, et trois filles.
En 1897, Atcherley devient l'unique propriétaire de deux ahapua'a à Kona, à Hawaï,. Elle est impliquée dans des litiges juridiques relatifs à la terre tout au long de 1915, dont un tranché par la Cour suprême des États-Unis,,.
La famille déménage souvent. En 1908, ils vivent à Honolulu et, après une série de litiges juridiques liés à l'internement de John Atcherley dans un asile d'aliénés, ils s'installent à San Francisco en 1910, puis à Vancouver en 1911 (où naquit leur plus jeune fille, filleule de la reine Lili'uokalani ),. Le Dr Atcherley travaille pour la Compagnie de chemin de fer Canadien Pacifique avant de s'engager dans la Marine royale canadienne au début de la Première Guerre mondiale en 1914. Sur le front intérieur, Atcherley organise des collectes de fonds sur le thème hawaïen pour l'effort de guerre, entraînant souvent ses enfants dans des interprétations de musique hawaïenne.
La famille retourne dans les îles hawaïennes à Molokai (où le Dr Atcherley est le médecin du comté) avant de s'installer à Honolulu en 1928,. Atcherley est enterrée au Diamond Head Memorial Park sur l'île d'Oahu avec son mari.

## Carrière politique
En commençant par des lettres à l'éditeur en 1908, Atcherley devient une militante déclarée pour les droits des Hawaïens autochtones, en particulier en ce qui concerne la santé publique et les mauvais traitements infligés par les représentants du gouvernement,. En 1919, Atcherley assiste à des manifestations en faveur du suffrage des femmes.
En 1920, Atcherley se présente comme candidate du Parti démocrate d'Oahu aux élections primaires pour le Sénat du territoire,. Un article de 1920 à son sujet déclare : « Mme Atcherley est en faveur d'une loi sur le salaire minimum et un salaire vital pour toutes les filles et les femmes qui travaillent, et pour la modification de la loi sur l'indemnisation des travailleurs. »

Le secrétaire territorial, le colonel Curtis P. Iaukea, ne sait pas s'il est autorisé à inscrire des noms de femmes sur le bulletin de vote ; la question est transmise par le cabinet du gouverneur au procureur général Harry Irwin. Le procureur général déclare que légalement, les candidates ne sont pas éligibles pour être inscrites sur le bulletin de vote parce qu'elles ne sont pas éligibles en vertu de l'article 34 de la loi organique hawaïenne (Pub.L. 56–339, 31 Stat. 141), une loi organique promulguée par le Congrès des États-Unis pour établir le gouvernement et la législature du territoire promulguée le 30 avril 1900,,. L'article 34 se lit comme suit :
ART. 34. Pour être éligible à l'élection comme sénateur, une personne doit :

 Être un citoyen de sexe masculin des États-Unis ;
Avoir atteint l’âge de trente ans ;
Avoir résidé dans les îles hawaïennes pendant au moins trois ans et

 être qualifié pour voter pour les sénateurs dans le district dans lequel il est élu.
Les femmes est donc légalement autorisées à rester sur le bulletin de vote, mais si elles sont élues, elles ne peuvent pas occuper de poste. Le procureur général suggère à un autre citoyen de proposer une affaire test à soumettre à la Cour suprême. Le nom d'Atcherley reste sur le ticket, mais elle n'est pas élue,.
Atcherley se présente à nouveau en 1922, mais on s'attend à ce qu'elle ne reçoive que 800 voix. La question de l'éligibilité reste floue : les femmes sont autorisées à se présenter aux élections territoriales, mais la question de savoir si elles sont autorisées à occuper des postes territoriaux sera déterminée par les membres du Congrès des États-Unis. En septembre 1922, un projet de loi est adopté autorisant les femmes à occuper des fonctions électives sur le territoire d'Hawaï : les journaux mentionnent spécifiquement que la campagne d'Atcherley a attiré l'attention sur cette question.
Tout au long des années 1920, elle adresse des pétitions au gouvernement concernant diverses questions, notamment l’utilisation des terres.
Une nécrologie note : « Mme Atcherley n'a jamais obtenu de distinctions politiques exceptionnelles, bien qu'elle ait aspiré à de nombreuses fonctions publiques », même si « dans ses efforts en faveur de son propre peuple, les Hawaïens, elle n'a jamais faibli, sa voix ne s'est jamais tue. Elle était une défenseure intransigeante de ce qu'elle considérait comme leurs droits. ».

## Contributions linguistiques
Atcherley, qui grandit en parlant hawaïen avec la famille royale, enseigne des cours en hawaïen à Molokai et à Oahu dans les années 1920 et écrit ses propres manuels scolaires. En 1923, la législature territoriale adopte la loi 243 (« une loi visant à prévoir la préparation et la publication d'un manuel scolaire en langue hawaïenne ») ; son First Book in Hawaiian: a Text Book in the Hawaiian Language est sélectionné comme manuel final et publié par le gouvernement territorial en 1930 pour être utilisé dans les écoles d'Hawaï.